# U-Rohr-Manometer

U-Rohr-Manometer bei gleichem Druck. Nicht ausgelenkt.

U-Rohr-Manometer bei Druckdifferenz. Um Höhe h ausgelenkt

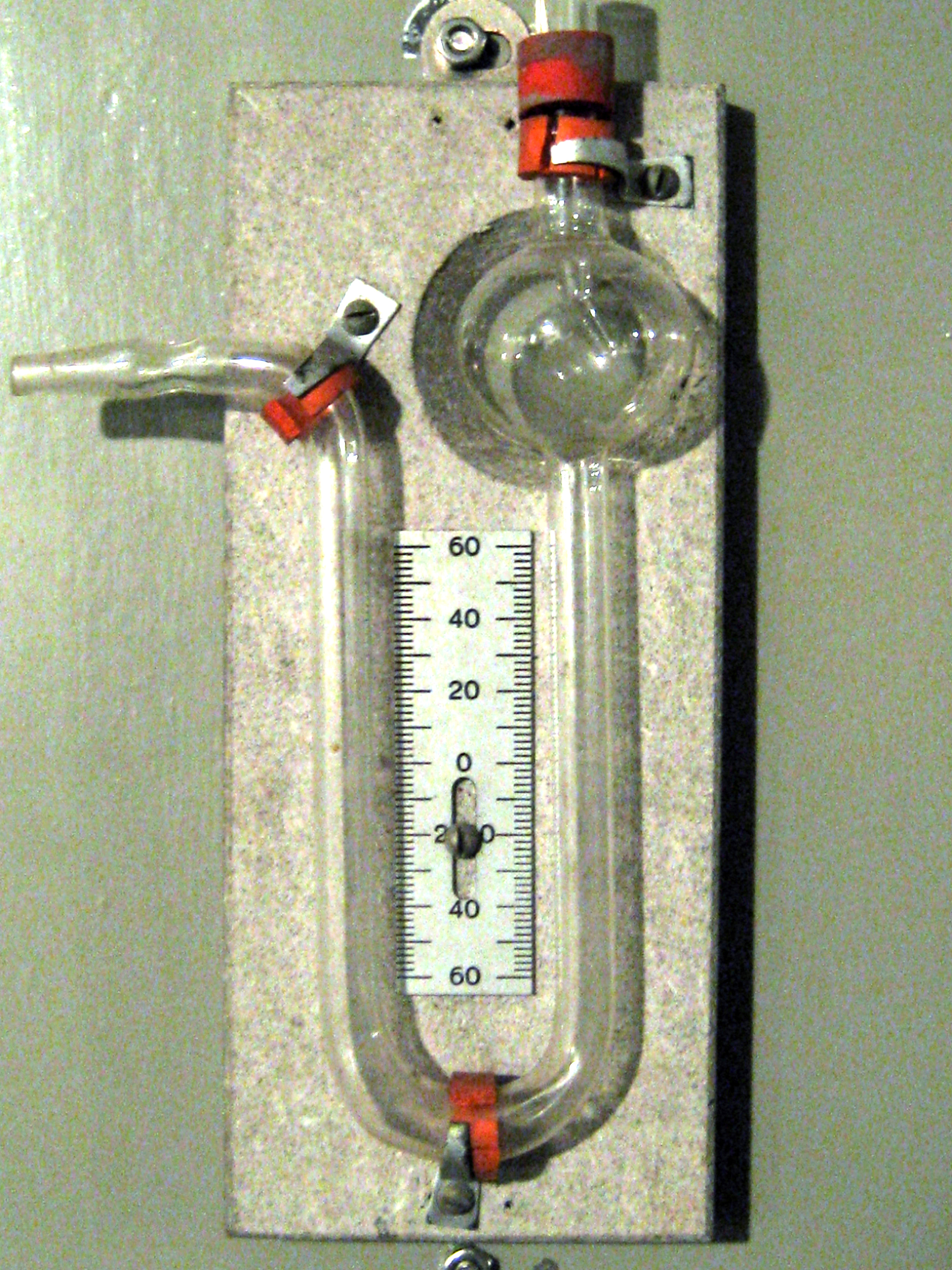
U-Rohr-Manometer zur Überwachung des Überdrucks einer Atemluftzufuhr

Ein U-Rohr-Manometer ist ein Druckmessgerät, das eingesetzt werden kann, um Druckdifferenzen zu messen und anzuzeigen. Es gibt geschlossene und offene U-Rohr-Manometer.

## Offene U-Rohr-Manometer
Die Druckdifferenz zwischen zwei Messpunkten wird durch Verschieben einer Flüssigkeitssäule angezeigt. Dazu wird ein U-förmiges Glasrohr benutzt, das teilweise mit einer Sperrflüssigkeit gefüllt wurde. Ist nun der Druck auf der einen Seite höher, verschiebt sich die Sperrflüssigkeit auf die Seite mit dem geringeren Druck. 
Es gilt:
{\displaystyle \Delta p=p_{2}-p_{1}=\rho _{\text{SF}}\cdot g\cdot h}.
Daraus folgt durch Umformung:
{\displaystyle h={\frac {p_{2}-p_{1}}{\rho _{\text{SF}}\cdot g}}={\frac {\Delta p}{\rho _{\text{SF}}\cdot g}}}.
{\displaystyle \rho _{\text{SF}}} ist hierbei die Dichte der Sperrflüssigkeit, {\displaystyle g} die Schwerebeschleunigung und {\displaystyle h} die Höhe, um die das Manometer ausgelenkt wird. {\displaystyle p_{2}} und {\displaystyle p_{1}} sind die Drücke an beiden Enden des Manometers. Sind diese gleich, ist die Auslenkung {\displaystyle h} gleich null und die Flüssigkeitsspiegel sind auf der gleichen Höhe.
Die meisten offenen U-Rohr-Manometer arbeiten mit dem Umgebungsdruck ({\displaystyle p_{\text{amb}}}) auf einer Seite. Er ist in der Literatur meist als so genannter Normdruck auf 101325 Pa (= 1,01325 bar) festgelegt, schwankt aber weltweit und wetterabhängig.
Diese Bauart wird heutzutage nur noch selten verwendet, da die verwendeten Flüssigkeiten entweder giftig sind oder leicht verdunsten. Auch ist dieses Messverfahren, abhängig von der Dichte der Sperrflüssigkeit, nur für geringe Drücke geeignet. Ein U-Rohr Manometer für 1 bar Druck wäre mit Wasser über 10 m hoch, mit Quecksilber immer noch 760 mm. Häufigste Verwendung waren Blutdruckmesser, die Quecksilber als Flüssigkeit verwendeten. Daher lautet die Maßeinheit des Blutdrucks auch mmHg für „Millimeter Quecksilbersäule“.

### Die U-Form
Die Höhendifferenz ist unabhängig von der Gestalt des Manometers, solange eine geschlossene Verbindung zwischen den beiden Seiten besteht. Es ist aber zu beachten, dass das Verhältnis der Auslenkungen an den Enden vom Flächenverhältnis abhängt. Bei gleichen, im Ablesebereich konstanten Querschnittsflächen ergibt sich auf jeder Seite eine Auslenkung von {\displaystyle h/2} nach oben bzw. unten. 
Sind die Flächen konstant, aber unterscheiden sich ({\displaystyle A_{1}} und {\displaystyle A_{2}}), so stehen die Auslenkungen nach den Kontinuitätssatz {\displaystyle \rho h_{1}A_{1}=\rho h_{2}A_{2}} (konstantes Volumen) im Verhältnis {\displaystyle h_{1}/h_{2}=A_{2}/A_{1}}. Auf einer Seite mit doppelt so großer Fläche wie auf der anderen Seite beträgt die Auslenkung somit ein Drittel der gesamten Höhendifferenz. Eine Skalierung zur Ablesung des offenen U-Rohr-Manometers auf nur einer Seite ist also von der Form (dem Querschnitt) und der Dichte der Sperrmediums abhängig.

## Geschlossene U-Rohr-Manometer
Die geschlossenen U-Rohr-Manometer kann man in zwei Gruppen unterteilen: Die einen werden mit einer Gasblase gefüllt, die anderen bleiben ungefüllt. Bei diesen wird dann ein Vakuum (Unterdruck) auf der geschlossenen Seite erzeugt. Geschlossene U-Rohr-Manometer mit Vakuum sind zur Bestimmung des Absolutdruckes gut geeignet.
U-Rohr-Manometer, die mit einer Gasblase gefüllt sind, werden zur Bestimmung eines Systemdrucks in der chemischen Industrie verwendet. Das Wirkprinzip ist folgendes: Wenn in einem Behälter der Druck steigt, wird das Gas im anderen Schenkel des Manometers komprimiert. Daher ist die Skala auch nicht mit gleichen Abständen von Druck zu Druck versehen, die Abstände nehmen immer um die Hälfte ab.
Man muss sich vorstellen, dass, wenn auf 1 l Volumen ein Druck von einem bar herrscht und sich das Volumen halbiert, sich der Druck auf 2 bar verdoppelt. Wenn jetzt das Volumen des halben Liters auf einen Viertelliter halbiert wird, verdoppelt sich der Druck also erneut (Boyle-Mariottsches Gesetz):